# Świątynia Sataniczna
Świątynia Sataniczna,  Świątynia Szatańska (ang. The Satanic Temple, TST) – nonteistyczna grupa aktywistów religijnych i politycznych z siedzibą w Salem, Massachusetts.
Świątynia nie uznaje wiary w nadprzyrodzonego Szatana. Używa jedynie literackiego wizerunku Szatana w celu promowania sceptycyzmu, racjonalizmu, niezależności i ciekawości świata. Szatan jest używany jako symbol buntownika przeciwko władzy i normom społecznym.

## Historia

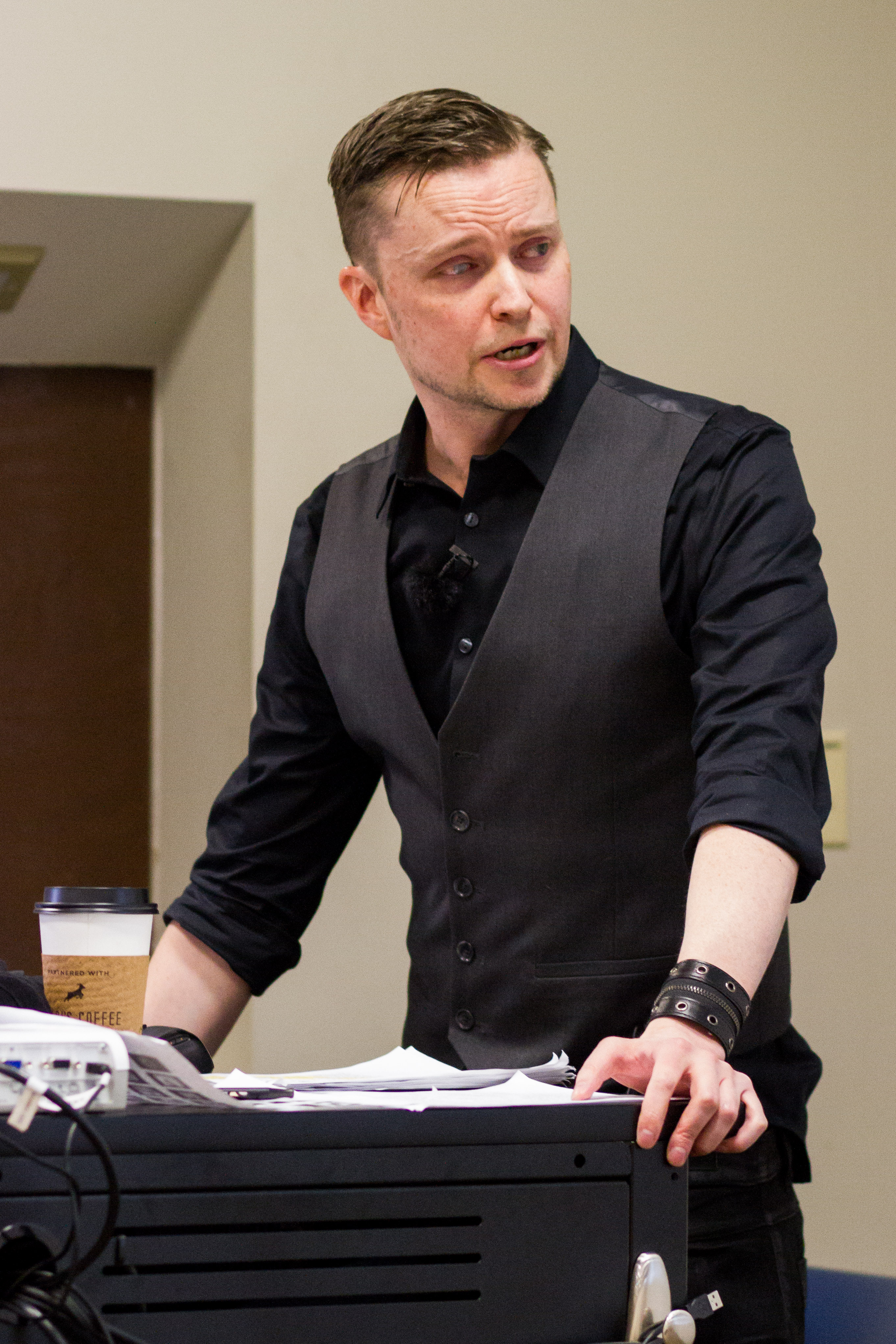
Lucien Greaves, współzałożyciel i rzecznik Świątyni Satanicznej

Świątynia Sataniczna została założona w 2013 r. Organizację utworzyli Lucien Greaves, rzecznik organizacji, oraz Malcolm Jarry. 25 kwietnia 2019 r. Świątynia ogłosiła, że otrzymała status zwolnienia z podatku po formalnym uznaniu jej za kościół przez urząd podatkowy w USA.

## Działalność
Świątynia Sataniczna opisuje swoją misję w następujący sposób:
Misją Świątyni Satanicznej jest zachęcanie wszystkich ludzi do życzliwości i empatii, odrzucanie tyranii, popieranie praktycznego zdrowego rozsądku i sprawiedliwości oraz kierowanie się sumieniem, aby dokonywać szlachetnych uczynków kierując się wolną wolą.
Zaangażowani w życie polityczne i społeczne Sataniści oraz sympatycy Świątyni Satanicznej są w opozycji do Kościoła Baptystycznego Westboro, domagają się zniesienia kar cielesnych w szkołach, równej reprezentacji symboli religijnych, jeśli są umieszczane w obiektach użyteczności publicznej, są przeciwko religijnemu i ustawowemu ograniczaniu wolności reprodukcyjnej kobiet, są za ujawnianiem oszukańczych szkodliwych praktyk pseudonaukowych i zaniedbań medycznych, są za prowadzeniem zajęć w szkołach na równi z innymi religiami.

## Zasady moralne
Świątynia Sataniczna posiada 7 fundamentalnych zasad:
1. Należy odnosić się ze współczuciem i empatią wobec wszystkich stworzeń, zachowując przy tym rozum.
2. Walka o sprawiedliwość jest ciągłym i koniecznym zajęciem, które powinno być nadrzędne ponad prawami i instytucjami.
3. Ciało każdego człowieka jest nienaruszalne, podlega wyłącznie jego woli.
4. Należy szanować wolności innych osób, w tym prawo do krytykowania innych. Umyślna i niesprawiedliwa ingerencja przeciwko wolności drugiego człowieka oznacza rezygnację z własnych wolności.
5. Wierzenia powinny być zgodne z naukowym rozumieniem świata. Powinniśmy uważać, aby nigdy nie naginać faktów naukowych w celu dopasowania ich do naszych przekonań.
6. Ludzie są omylni. Jeśli ktoś popełni błąd, powinien zrobić wszystko, co w jego mocy, aby go naprawić i zrekompensować wszelkie szkody, które mogły zostać spowodowane.
7. Każda z tych zasad jest zasadą przewodnią mającą na celu zachęcanie do szlachetnych uczynków i myślenia. Duch współczucia, mądrości i sprawiedliwości powinien zawsze być ponad słowem pisanym i mówionym.

## Inicjatywy

### Protesty przeciwko antyaborcjonistom
W 2013 r. Świątynia przeprowadziła happening, w ramach którego zabrała dzieci do Kapitolu stanu Teksas. Dzieci trzymały transparenty z napisami Trzymajcie się z daleka od waginy mojej mamy. 22 sierpnia 2015 r. oddział Świątyni Satanicznej z Detroit przeprowadził protest skierowany przeciwko działaczom pro-life, którzy planowali protestować w tym samym dniu przeciwko Planned Parenthood. W ramach protestu odegrano spektakl, w którym dwóch mężczyzn w strojach duchownych lało mleko na klęczące aktorki. 23 kwietnia 2016 r. członkowie oddziału Świątyni Satanicznej z Detroit protestowali przeciwko działaczom pro-life ubrani w stroje BDSM, maski dzieci i pieluchy. Organizatorzy oświadczyli, że celem protestu było pokazanie za pomocą fetyszyzacji dziecka, że organizacje pro-life traktują płód jako obiekt kultu.

### Projekt ochrony dzieci
Inicjatywa „Protect Children Project” został zainicjowana przez Świątynię wiosną 2014 r. Celem projektu jest zapewnienie ochrony i wsparcia dzieciom narażonym na ryzyko znęcania się psychicznego lub fizycznego ze strony pracowników szkoły. Jako formy znęcania się wymieniono: stosowanie względem dzieci izolatek, skrępowań, kar cielesnych i ograniczanie dostępu do toalety. Organizatorzy inicjatywy zachęcali do wydrukowania ze strony projektu listów i wysyłania ich 15 maja do władz szkół w ramach protestu.
W marcu 2017 Świątynia rozpoczęła kampanię skierowaną przeciwko karom cielesnym w szkołach. W ramach akcji w Teksasie pojawiły się billboardy z napisem: Nigdy więcej nie daj się uderzyć w szkole. Wykorzystaj swoje prawa religijne.

### Adopcja parku
W 2019 r. członkowie Świątyni z Zachodniej Florydy „adoptowali” park Hitzman-Optimist w Pensacola. Adopcja parku polega na tym, że adoptujący deklaruje się utrzymywać park w czystości. W parku ustawiono znak informujący, iż Świątynia jest opiekunem parku. Kilka dni później park został zdewastowany przez nieznanych sprawców. Znak został zamazany czerwonym sprejem, a w parku pojawiły się czerwone napisy: Jesus, Jezus zmiażdży waszą ukrytą świątynię oraz Hrabstwo jest winne odpowiedzi.

### Szatan po lekcjach
Szatan po lekcjach („After School Satan”) to program zajęć pozalekcyjnych sponsorowany przez Świątynię. Został utworzony w lipcu 2016 jako alternatywa do chrześcijańskich zajęć pozalekcyjnych „Klub dobrej nowiny”.

### Różowa msza
W lipcu 2013 r. Świątynia odprawiła różową mszę przy grobie Catherine Johnston – matki założyciela Kościoła Baptystycznego Westboro oraz Freda Phelpsa, w Meridian w Missisipi. Msza odbyła się po tym, jak Kościół Baptystyczny Westboro ogłosił zamiar pikietowania pogrzebów ofiar zamachu bombowego na maratonie bostońskim. Podczas różowej mszy nad grobem Johnston całowała się para homoseksualistów i wygłoszono słowa mające rzekomo na celu zmianę orientacji seksualnej zmarłej. Przeciwko Greavesowi wydano zarzut dokonania wykroczenia. Krótko przed śmiercią Phelpsa w dniu 19 marca 2014 r. Świątynia wyraziła zainteresowanie zorganizowaniem podobnej ceremonii dla niego.

### Czarna msza
W maju 2014 r. Świątynia chciała zorganizować czarną mszę na kampusie Uniwersytetu Harvarda sponsorowaną przez Harvard Extension School Cultural Studies Club. Msza musiała zostać przeniesiona poza kampus ze względu na sprzeciw rzymskokatolickiej archidiecezji bostońskiej oraz szkolnej administracji. Msza odbyła się w chińskiej restauracji Hong Kong w Cambridge, Massachusetts.

### Szara Frakcja
"Grey Faction” to inicjatywa, której celem jest dokumentowanie oraz ujawnienie nadużyć oraz pseudonaukowych terapii związanych z rzekomymi skutkami satanicznych rytuałów. Szara Frakcja protestuje na konferencjach medycznych, inicjuje działania prawne i zwraca się do komisji lekarskich. Działacze inicjatywy odwołują się do zjawiska socjologicznego satanic panic, które było widoczne w latach 70. i 80. XX wieku. Polegało ono na rozprzestrzeniającym się w społeczeństwie strachu przed rytuałami satanicznymi, płyty muzyczne były puszczane od tyłu, aby sprawdzić rzekomy związek z Szatanem, seryjni mordercy byli postrzegani jako osoby będący pod wpływem diabła. Działacze Frakcji uważają, że zjawisko to jest nadal obecne w terapiach pseudonaukowych i w zarzucaniu satanistom odpowiedzialności za akty przemocy. Rzekome ofiary rytuałów są poddawane kontrowersyjnym terapiom odzyskiwania pamięci, np. hipnozie. Działacze inicjatywy są zdania, iż tego typu terapia może prowadzić do powstania fałszywych wspomnień za sprawą sugestii.

### Rytualna aborcja
W sierpniu 2020 r. Świątynia ogłosiła zabieg aborcji jednym ze swoich rytuałów religijnych (The Satanic abortion ritual). Ma to na celu pomóc kobietom zdecydowanym na taki zabieg uniknąć przykrych procedur przedłużających czas oczekiwania tj. obowiązkowe odsłuchanie bicia serca, USG, zapoznanie się z broszurami i konsultacja, obowiązkowy czas oczekiwania, zatajanie informacji medycznych przed pacjentką, pogrzeb dla płodu po aborcji. Świątynia powołuje się na prawo federalne stanowiące o wolności wyznaniowej, które gwarantuje swobodę w odbywaniu rytuałów religijnych.

## Spór z Netflixem
W listopadzie 2018 przedstawiciele Świątyni pozwali Netflix i Warner Bros. na kwotę 50 milionów dolarów, ponieważ w serialu Chilling Adventures of Sabrina nadawanym przez Netflix wykorzystany został posąg Baphometa, do złudzenia przypominający figurę należącą do Świątyni. W serialu religię sataniczną przedstawiono w sposób teistyczny, bohaterowie zaś oddają cześć osobowemu Szatanowi. Wg Luciena Greaves'a twórcy serialu wykorzystali bezprawnie posąg chroniony prawem autorskim.
Spór zakończył się porozumieniem pomiędzy przedstawicielami Netflixa oraz Świątyni. Netflix zgodził się umieścić informację w napisach końcowych serialu, iż wizerunek posągu został zapożyczony od Świątyni. Pozostałe warunki ugody pozostały objęte tajemnicą.